# Bruce—Grey—Owen Sound (circonscription provinciale)
Circonscription électorale provinciale du Canada
Bruce—Grey—Owen Sound est une circonscription provinciale de l'Ontario représentée à l'Assemblée législative de l'Ontario depuis 1999. 

## Géographie
La circonscription est située dans le sud de l'Ontario, entre la baie Géorgienne et le lac Huron. Les entités municipales formant la circonscription sont Owen Sound, West Grey, Meaford, Georgian Bluffs, Grey Highlands, South Bruce Peninsula, Hanover, Southgate, Arran-Elderslie et Chatsworth.
Les circonscriptions limitrophes sont Dufferin—Caledon, Huron—Bruce, Perth—Wellington et Simcoe—Grey.

## Historique
| Législature | Années        | Député       | Député       | Parti                     |
| ----------- | ------------- | ------------ | ------------ | ------------------------- |
| 37e         | 1999-2003     |              | Bill Murdoch | Progressiste-conservateur |
| 38e         | 2003-2007     |              | Bill Murdoch | Progressiste-conservateur |
| 39e         | 2007-2011     |              | Bill Murdoch | Progressiste-conservateur |
| 40e         | 2011-2014     | Bill Walker  |              | Progressiste-conservateur |
| 41e         | 2014-2018     | Bill Walker  |              | Progressiste-conservateur |
| 42e         | 2018–2022     | Bill Walker  |              | Progressiste-conservateur |
| 43e         | 2022–2025     | Rick Byers   |              | Progressiste-conservateur |
| 44e         | 2025–en cours | Paul Vickers |              | Progressiste-conservateur |

## Circonscription fédérale
Depuis les élections provinciales ontariennes du 4 octobre 2007, l'ensemble des circonscriptions provinciales et des circonscriptions fédérales sont identiques.